# Fleming County
Fleming County är ett administrativt område i delstaten Kentucky, USA, med 14 348 invånare. Den administrativa huvudorten (county seat) är Flemingsburg. 

## Geografi
Enligt United States Census Bureau så har countyt en total area på 910 km². 908 km² av den arean är land och 2 km² är vatten. 

### Angränsande countyn

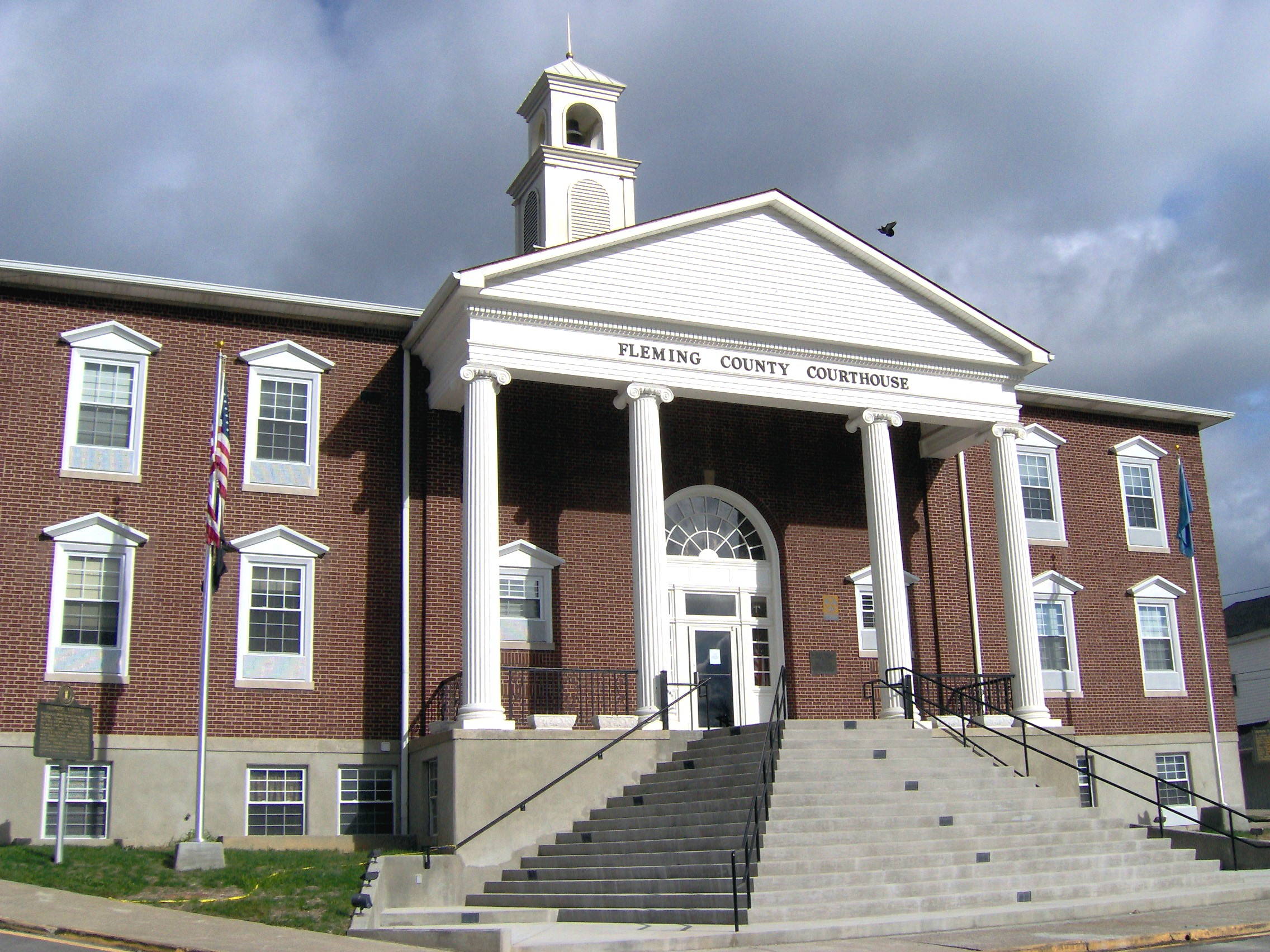
Fleming County courthouse i Flemingsburg.

- Mason County - nord
- Lewis County - nordost
- Rowan County - sydost
- Bath County - syd
- Nicholas County - väst
- Robertson County - nordväst